# NGC 305
NGC 305 é um asterismo na direção da constelação de Pisces. O objeto foi descoberto pelo astrônomo John Herschel em 1825, usando um telescópio refletor com abertura de 18,6 polegadas. 